# Anatoli Bykov
Anatoli Bykov (Magadán, Unión Soviética, 6 de agosto de 1953) es un deportista soviético retirado especialista en lucha grecorromana donde llegó a ser campeón olímpico en Montreal 1976.

## Carrera deportiva
En los Juegos Olímpicos de 1976 celebrados en Montreal ganó la medalla de oro en lucha grecorromana de pesos de hasta 74 kg, por delante del luchador checoslovaco Vítězslav Mácha (plata) y del alemán Karl-Heinz Helbing (bronce). Cuatro años después, en las Olimpiadas de Moscú 1980 ganó la medalla de plata en la misma modalidad.